# Idioma portugués en Venezuela

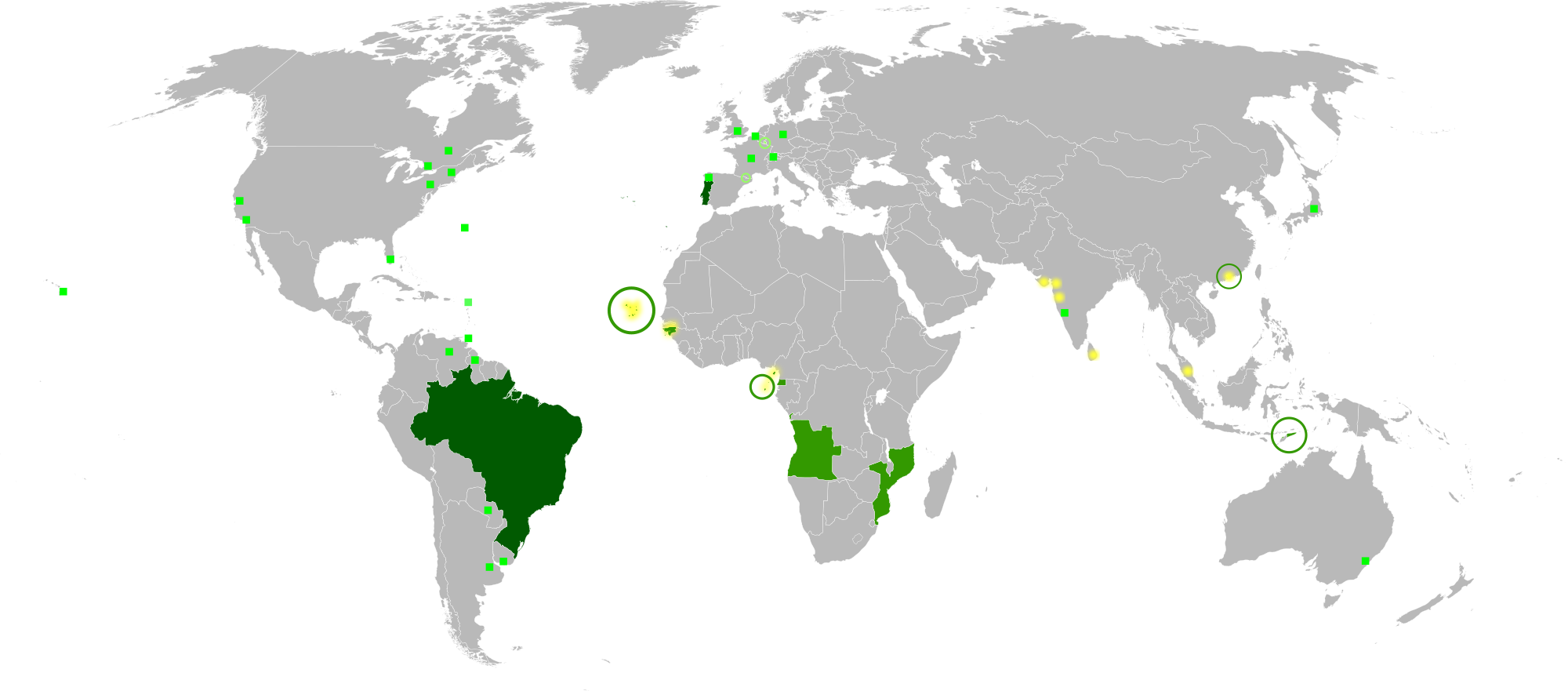
También es uno de los países que celebra el Día Mundial de la Lengua Portuguesa.

El idioma portugués en Venezuela es hablado por aproximadamente 185 000 habitantes, según datos de Ethnologue. Su presencia en el país se debe principalmente a la inmigración portuguesa, considerada la mayor diáspora lusa en Hispanoamérica. Aunque el Mercosur promovió su enseñanza en países no lusohablantes, Venezuela fue suspendida en 2016 por incumplir acuerdos comerciales, de inmigración y derechos humanos.
En algunas áreas del estado Bolívar, especialmente en la frontera con Brasil, el portugués se emplea como segunda lengua. Además, debido al contacto lingüístico, el término «portuñol» sigue vigente entre comunidades portuguesas y poblaciones fronterizas. En cuanto al aprendizaje del idioma, es el segundo más popular en la plataforma Duolingo en Venezuela, después del inglés, según datos de 2023.

## Instituciones
La enseñanza del idioma portugués en Venezuela está asociada con el Consulado General del Ministerio de Relaciones Exteriores de Portugal, ubicado en Caracas, y se apoya en plataformas en línea como el Instituto Camões, que ofrece educación a distancia en diversas áreas del conocimiento. Entre las instituciones locales que promueven el aprendizaje del portugués se encuentran el Centro Portugués de Caracas, la Casa Portuguesa del estado Aragua, el Centro Luso Venezolano de Catia La Mar, la unidad educativa Nuestra Señora de Fátima, el Centro Portugués Venezolano de Guayana, el Centro Marítimo de Venezuela, la unidad educativa Colegio Los Chaguaramos, la Universidad Central de Venezuela, el Colegio San Agustín, Proidiomas y la Asociación Civil Amigos de Nuestra Señora de Fátima en Los Altos Mirandinos.